# Discographie d'Enter Shikari
La discographie d'Enter Shikari, groupe de post-hardcore britannique, se compose de quatre albums studio, de sept albums live, de trois compilations, de sept EPs et d'une vingtaine de singles. Le groupe s'est formé en 2003 et est composé de Roughton "Rou" Reynolds, Liam "Rory" Clewlow, Chris "Batty C" Batten et Rob Rolfe.

## Albums

### Albums studio
| Année | Détails | Classements | Classements | Classements | Classements | Classements | Classements | Certifications |
| Année | Détails | [ 1 ]       | [ 2 ]       | [ 3 ]       |             | [ 4 ]       | [ 5 ]       | Certifications |
| ----- | --- | ----------- | ----------- | ----------- | ----------- | ----------- | ----------- | -------------- |
| 2007  | Take to the Skies - Sortie: 19 mars 2007 - Label: Ambush Reality - Format(s): CD, téléchargement                                                                   | 4           | 26          | 89          | —           | —           | —           | - Or           |
| 2009  | Common Dreads - Sortie: 15 juin 2009 - Label: Ambush Reality - Format(s): CD, téléchargement                                                                       | 16          | —           | 94          | —           | —           | —           | - Argent       |
| 2012  | A Flash Flood of Colour - Sortie: 16 janvier 2012 - Label: Ambush Reality - Format(s): CD, téléchargement                                                          | 4           | 69          | 42          | 75          | 74          | 67          | - Argent       |
| 2015  | The Mindsweep - Sortie: 19 janvier 2015 - Label: Ambush Reality - Format(s): CD, téléchargement                                                                    | 6           | —           | 68          | —           | 26          | 166         | —              |
| 2017  | The Spark - Sortie: 22 septembre 2017 - Label: Ambush Reality - Format(s): CD, téléchargement                                                                      | 5           | —           | 68          | —           | —           | —           | —              |
| 2020  | Nothing Is True & Everything Is Possible - Sortie : 17 avril 2020 - Label : Ambush Reality, SO Recordings, Silva Screen Recordings - Format(s): CD, téléchargement | 2           | —           | 35          | —           | —           | —           | —              |

### Albums live
| Titre                                                  | Date de sortie   | Type      | Label          |
| ------------------------------------------------------ | ---------------- | --------- | -------------- |
| Live at Milton Keynes - Bootleg Series Vol. 1          | 15 juin 2009     | CD/DVD    | Ambush Reality |
| Live at Rock City - Bootleg Series Vol. 2              | 1er mars 2010    | CD/DVD    | Ambush Reality |
| Live from Planet Earth – Bootleg Series Vol. 3         | 11 juillet 2011  | CD/DVD    | Ambush Reality |
| Live in London. W6. March 2012 – Bootleg Series Vol. 4 | 10 décembre 2012 | CD/DVD    | Ambush Reality |
| Live in the Barrowland – Bootleg Series Vol. 5         | 9 décembre 2013  | CD/DVD    | Ambush Reality |
| Enter Shikari Live at Deezer                           | 20 avril 2016    | streaming | PIAS           |
| Live at Alexandra Palace                               | 18 novembre 2016 | CD/DVD    | Ambush Reality |
| Live at Alexandra Palace 2                             | 15 février 2019  | CD/DVD    | Ambush Reality |
| Take to the Skies: Live in Moscow. May 2017            | 15 février 2019  | CD/DVD    | Ambush Reality |

### Compilations
| Titre     | Date de sortie   | Type               | Label          |
| --------- | ---------------- | ------------------ | -------------- |
| The Zone  | 12 novembre 2007 | CD, téléchargement | Ambush Reality |
| Tribalism | 22 février 2010  | CD, téléchargement | Ambush Reality |

### Album remix
| Titre                       | Date de sortie  | Type               | Label            |
| --------------------------- | --------------- | ------------------ | ---------------- |
| The Mindsweep: Hospitalised | 30 octobre 2015 | CD, téléchargement | Hopeless Records |

### EPs
| Titre                                        | Date de sortie    | Type                   | Label                            |
| -------------------------------------------- | ----------------- | ---------------------- | -------------------------------- |
| Nodding Acquaintance EP                      | 2003              | CD, téléchargement     | auto-produit                     |
| Sorry You're Not a Winner EP                 | 2003              | CD, téléchargement     | auto-produit                     |
| Anything Can Happen in the Next Half Hour EP | 2004              | CD, téléchargement     | auto-produit                     |
| Rout Remixes                                 | 16 janvier 2012   | vinyle, téléchargement | Ambush Reality                   |
| Rat Race EP                                  | 18 mai 2013       | vinyle, téléchargement | Ambush Reality, Hopeless Records |
| Covers                                       | 5 décembre 2015   | vinyle, téléchargement | Ambush Reality                   |
| Live and Acoustic at Alexandra Palace        | 1er février 2016  | téléchargement         | Ambush Reality                   |
| Live Slow. Die Old.                          | 22 septembre 2017 | vinyle, téléchargement | Ambush Reality                   |

## Singles
| Année | Single                                                     | Classement | Album                                    |
| Année | Single                                                     | [ 1 ]      | Album                                    |
| ----- | ---------------------------------------------------------- | ---------- | ---------------------------------------- |
| 2006  | Mothership                                                 | 151        | —                                        |
| 2006  | Sorry You're Not a Winner/OK Time for Plan B               | 182        | Take to the Skies                        |
| 2007  | Anything Can Happen in the Next Half Hour...               | 27         | Take to the Skies                        |
| 2007  | Jonny Sniper                                               | 75         | Take to the Skies                        |
| 2008  | We Can Breathe in Space, They Just Don't Want Us to Escape | 80         | —                                        |
| 2009  | Juggernauts                                                | 28         | Common Dreads                            |
| 2009  | No Sleep Tonight                                           | 63         | Common Dreads                            |
| 2009  | Zzzonked                                                   | —          | Common Dreads                            |
| 2010  | Thumper                                                    | —          | Tribalism                                |
| 2010  | Destabilise                                                | 65         | —                                        |
| 2011  | Quelle Surprise                                            | 113        | —                                        |
| 2011  | Sssnakepit                                                 | 62         | A Flash Flood of Colour                  |
| 2011  | Gandhi Mate, Gandhi                                        | 112        | A Flash Flood of Colour                  |
| 2012  | Arguing With Thermometers                                  | —          | A Flash Flood of Colour                  |
| 2012  | Warm Smiles Do Not Make You Welcome Here                   | —          | A Flash Flood of Colour                  |
| 2013  | The Paddington Frisk                                       | 128        | Rat Race EP                              |
| 2013  | Radiate                                                    | 79         | Rat Race EP                              |
| 2013  | Rat Race                                                   | 77         | Rat Race EP                              |
| 2014  | The Last Garrison                                          | —          | The Mindsweep                            |
| 2015  | Anaesthetist                                               | —          | The Mindsweep                            |
| 2015  | Slipshod (Urbandawn Remix)                                 | —          | The Mindsweep: Hospitalised              |
| 2016  | Redshift                                                   | —          | —                                        |
| 2016  | Hoodwinker                                                 | —          | —                                        |
| 2017  | Supercharge                                                | —          | —                                        |
| 2017  | Live Outside                                               | —          | The Spark                                |
| 2017  | Rabble Rouser                                              | —          | The Spark                                |
| 2017  | The Sights                                                 | —          | The Spark                                |
| 2018  | Take My Country Back                                       |            | The Spark                                |
| 2019  | Undercover Agents                                          |            | The Spark                                |
| 2019  | Stop the Clocks                                            |            |                                          |
| 2020  | The Dreamer's Hotel                                        |            | Nothing Is True & Everything Is Possible |
| 2020  | The King                                                   |            | Nothing Is True & Everything Is Possible |
| 2020  | T.I.N.A.                                                   |            | Nothing Is True & Everything Is Possible |
| 2020  | The Great Unknown                                          |            | Nothing Is True & Everything Is Possible |

## Clips vidéo
| Année | Titre                                                      | Directeur                                              | Album                       | Vidéo                                       |
| ----- | ---------------------------------------------------------- | ------------------------------------------------------ | --------------------------- | ------------------------------------------- |
| 2004  | Anything Can Happen in the Next Half Hour                  | —                                                      | Take to the Skies           | [vidéo] « Visionner la vidéo », sur YouTube |
| 2005  | Return to Energiser                                        | Stand Your Ground Media                                | —                           | [vidéo] « Visionner la vidéo », sur YouTube |
| 2006  | Mothership                                                 | Sam Crack                                              | —                           | [vidéo] « Visionner la vidéo », sur YouTube |
| 2006  | Sorry You're Not a Winner                                  | Alex Smith                                             | Take to the Skies           | [vidéo] « Visionner la vidéo », sur YouTube |
| 2006  | OK! Time for Plan B                                        | —                                                      | Take to the Skies           |                                             |
| 2007  | Anything Can Happen in the Next Half Hour...               | Lawrence Hardy                                         | Take to the Skies           | [vidéo] « Visionner la vidéo », sur YouTube |
| 2007  | Jonny Sniper                                               | —                                                      | Take to the Skies           | [vidéo] « Visionner la vidéo », sur YouTube |
| 2008  | Insomnia (live at Brixton Academy)                         | Lawrence Hardy                                         | —                           | [vidéo] « Visionner la vidéo », sur YouTube |
| 2008  | We Can Breathe In Space, They Just Don't Want Us To Escape | Alex Smith                                             | —                           | [vidéo] « Visionner la vidéo », sur YouTube |
| 2009  | Juggernauts                                                | Shane Davey                                            | Common Dreads               | [vidéo] « Visionner la vidéo », sur YouTube |
| 2009  | No Sleep Tonight                                           | Shane Davey                                            | Common Dreads               | [vidéo] « Visionner la vidéo », sur YouTube |
| 2009  | Zzzonked                                                   | Bob Harlow                                             | Common Dreads               | [vidéo] « Visionner la vidéo », sur YouTube |
| 2010  | Thumper                                                    | Joseph Pierce                                          | Tribalism                   | [vidéo] « Visionner la vidéo », sur YouTube |
| 2010  | Destabilise                                                | Lawrence Hardy                                         | —                           | [vidéo] « Visionner la vidéo », sur YouTube |
| 2010  | Destabilise (Jonny & The Snipers Version)                  | Stand Your Ground Media                                | —                           | [vidéo] « Visionner la vidéo », sur YouTube |
| 2011  | Quelle Surprise                                            | Lawrence Hardy / Alex Harman / Stand Your Ground Media | —                           | [vidéo] « Visionner la vidéo », sur YouTube |
| 2011  | Sssnakepit                                                 | Stand Your Ground Media                                | A Flash Flood of Colour     | [vidéo] « Visionner la vidéo », sur YouTube |
| 2012  | Arguing with Thermometers                                  | Raul Gonzo                                             | A Flash Flood of Colour     | [vidéo] « Visionner la vidéo », sur YouTube |
| 2012  | Warm Smiles Do Not Make You Welcome Here                   | Raul Gonzo                                             | A Flash Flood of Colour     | [vidéo] « Visionner la vidéo », sur YouTube |
| 2013  | The Paddington Frisk                                       | Love Vis-Art                                           | Rat Race EP                 | [vidéo] « Visionner la vidéo », sur YouTube |
| 2013  | Radiate                                                    | Daniel Broadley                                        | Rat Race EP                 | [vidéo] « Visionner la vidéo », sur YouTube |
| 2013  | Rat Race                                                   | Mike Lee Thomas                                        | Rat Race EP                 | [vidéo] « Visionner la vidéo », sur YouTube |
| 2014  | The Last Garrison                                          | Oleg Rooz                                              | The Mindsweep               | [vidéo] « Visionner la vidéo », sur YouTube |
| 2014  | Slipshod                                                   | Peter MacAdams                                         | The Mindsweep               | [vidéo] « Visionner la vidéo », sur YouTube |
| 2015  | Anaesthesist                                               | Mike Tyler                                             | The Mindsweep               | [vidéo] « Visionner la vidéo », sur YouTube |
| 2015  | Torn Apart                                                 | Mike Tyler                                             | The Mindsweep               | [vidéo] « Visionner la vidéo », sur YouTube |
| 2015  | There's a Price on Your Head                               | Peter MacAdams                                         | The Mindsweep               | [vidéo] « Visionner la vidéo », sur YouTube |
| 2015  | Anaesthetist (Reso Remix)                                  | Mike Tyler                                             | The Mindsweep: Hospitalised | [vidéo] « Visionner la vidéo », sur YouTube |
| 2015  | There's a Price on Your Head (Danny Byrd Remix)            | Oleg Rooz                                              | The Mindsweep: Hospitalised | [vidéo] « Visionner la vidéo », sur YouTube |
| 2015  | There's a Price on Your Head - Jonny & The Snipers         | Rou Reynolds                                           | —                           | [vidéo] « Visionner la vidéo », sur YouTube |
| 2016  | Redshift                                                   | Mike Tyler                                             | —                           | [vidéo] « Visionner la vidéo », sur YouTube |